# A.M. Music
A.M. Music war ein Plattenlabel für Punkmusik in Süddeutschland. Sitz des Labels war in Holzgerlingen bei Stuttgart. Von 1981 bis 1986 wurde es als Mülleimer Records gegründet und änderte seinen Namen 1986.

## Geschichte

### Mülleimer Records (1981–1986)
1980 startete Thomas Ziegengeist das Punk-Fanzine Der aktuelle Mülleimer.  Dieses erschien in einer Startauflage von 600 Stück, für damalige Fanzines recht viel. Das Fanzine erschien bis 1984.
Im darauf folgenden Jahr gründete er das Plattenlabel Mülleimer Records, das unter diesem Namen bis 1986 bestand. Es wurde gemeinhin mit der Stuttgarter Punkszene assoziiert. Zunächst widmete er eine Seite im Fanzine dem Vertrieb von aufgekauften Platten aus England und dem Tausch mit anderen Fanzines. Der Vertrieb entstand noch im heimischen Elternhaus mit einem Startkapital von wenigen 100 DM. Danbei spezialisierte er sich vor allem auf Deutschpunk. Daneben bot er zudem englischen Punk an, den er über das damalige Punklabel Rock-O-Rama erhielt, Mit Herbert Egoldt brach er, als dieser sich auf Rechtsrock spezialisierte. US-amerikanischen Punk erhielt er über Sasquatch.
Zum Vertrieb kam ein größerer Konzertbetrieb in Stuttgart, wo er unter anderem The Buttocks, Slime, GBH, Adicts, One Way System und English Dogs veranstaltete. Ab 1981 erscheinen die ersten Singles, unter anderem von Normahl, Chaos Z und den Herbärds. Größere Bekanntheit erlangten die Sampler Ultra Hardcore Power und Hardcore Power Music mit deutschsprachigen Hardcore-Punk-Bands, die man heute eher zum Deutschpunk zählt.
Ursprünglich geplant war, die erste Chaos Z-LP Ohne Gnade über das Label zu veröffentlichen, jedoch fehlte Ziegler das nötige Geld. So verwies er die Band an Rock-O-Rama, wo die LP schlussendlich erschien.

### A.M. Music (1986–1999)
Später änderte Ziegengeist seinen Nachnamen in Ziegler und führte ab 1986 Label und Mailorder unter dem Namen A. M. Music weiter. Dabei steht A.M. für „Aktueller Mülleimer“. Der neue Name hörte sich für Ziegler besser an und spiegelte außerdem die zunehmende Professionalisierung der Bands wider, für die das Mülleimer nicht mehr repräsentativ schien. Zu einer der größten Veröffentlichungen, deren offizieller Charakter jedoch häufig bestritten wird, gehörte das Dead-Kennedys-Livealbum A Skateboard Party.
Neben den eigenen Platten ließ er für befreundete Labels wie We Bite Records und das frühe Nuclear Blast pressen. Ab den 1990ern gab er den Slam-Katalog heraus, eine Art Fanzine mit großem Katalog-Teil in der Mitte, das zum einen kostenlos auf Festivals verteilt wurde, zum anderen im Zeitschriftenhandel erhältlich war. In den 1990ern wurden einige Fun-Punk-Bands wie Hannen Alks veröffentlicht, außerdem die Sauflieder-Kompilation Kampftrinker Stimmungshits.
Ab etwa 1990 begann der Niedergang des Labels, ein langsamer und schleichender Prozess. Insbesondere die Produktionskosten stiegen und die Stückzahlen mussten reduziert werden. In der Firma, die zeitweise über 80 Mitarbeiter hatte, kam es zu inneren Spannungen und einer Reihe von Verlustgeschäften. Zudem entwickelte das Label eine zunehmende Kommerzialität, die Ziegler selbst laut eigener Angabe nie beabsichtigt hatte. Allerdings galt er zum Teil in der Szene durchaus als schrulliger Geschäftsmann, der durchaus als kommerziell interessiert galt. Schließlich löste er das Label 1999 auf. Die Lizenzen vergab er überwiegend an Nix-Gut Records und Suppenkazper’s Noize Imperium.

### Sublabels
Neben den Punkbands, die weiterhin einen Großteil des Programms ausmachten, brachte er unter dem Sublabel Disaster auch Metal-Bands wie Angel Dust, Exumer, Mandator und Backwater heraus. 1985 folgte Bonecrusher records als Sublabel für US-Lizenzen wie Offenders und N.O.T.A.Später wurde es als Sublabel für unter anderem BUMS und Aufbruch verwendet.
1987 gründete er Snake Records als Sublabel für Neuveröffentlichungen und Nachpressungen des bisherigen Mülleimer-Katalogs. Über dieses Label erschien auch die legendäre Schlachtrufe BRD-Kompilationsreihe (bis Teil 4). Teile des Backkatalogs wurden ab 1999 von Suppenkazper’s Noize Imperium weitergeführt. Die Schlachtrufe BRD-Reihe wurde schließlich ab Teil VII von Nix-Gut Records weitergeführt.
Von 1994 bis 1997 erschienen über Psycho Clown Lizenzveröffentlichungen der Band Shock Therapy aus Detroit.
Voodoo Garden wurde 1995 als Sublabel für Gothic-Bands wie Silke Bischoff gegründet. Undertainment übernahm 1995 und 1996 Veröffentlichungen von Delerium und Genesis P-Orridges Psychic TV. Ab 1995 kam das Sublabel Gothic Records dazu, das die Gothic Compilation-Reihe von Peter Field herausgab.

## Bedeutung
A.M. Music gilt als eines der prägendsten Labels der 1980er und 1990er Deutschpunk- und Hardcore-Punk-Szene und brachte einige Klassikeralben heraus, wozu unter anderem Infernos Tod & Wahnsinn und Boskops’ Lauschangriff gezählt wurden. Zu den verkaufsstärksten Alben zählten dagegen die Normahl-Alben, die sich um die 20.000 bis 30.000 mal verkauften, sowie die Schlachtrufe-BRD-Reihe.
Ab der Umbenennung in A.M. Music wurde Ziegler häufig Ausverkauf und kommerzielle Interessen vorgeworfen. Ab der Umbenennung wich der eher politische Punk der Anfangstage vor allem dem spaßorientierten Fun-Punk.

## Bands (Auswahl)
- Angel Dust
- AufBruch
- Ausbruch
- Boskops
- Bums
- Chaos Z
- Daily Terror
- Delerium
- Exumer
- Fliehende Stürme
- Geistige Verunreinigung
- Frohlix
- Hannen Alks
- Hass
- Herbärds
- The Idiots
- Inferno
- Kapitulation B.o.N.n.
- Lustfinger
- Mandator
- Maniacs
- Marionetz
- NoRMAhl
- Offenders
- Rawside
- Shock Therapy
- Silke Bischoff
- Vorkriegsjugend
- Die Zusamm-Rottung

## Samplerreihen
- Die deutsche Punkinvasion 1–3
- The Gothic Compilation I–IX
- Haste mal ’ne Mark Vol. 1 & 2
- Kampftrinker Stimmungshits 1–3
- Schlachtrufe BRD I–VI
- Ultra Hardcore Power/Hardcore Power Music 2